# Одна страна — одна команда
«Одна страна — одна команда!» — федеральная программа поддержки Олимпийской Команды России, инициированная Олимпийским комитетом России в 2013 году в преддверии XXII зимних Олимпийских Игр в городе Сочи. Программа направлена на укрепление поддержки российских спортсменов со стороны болельщиков.

Символ программы — трехцветная (по цветам российского флага) лента, сложенная в форме сердца.

## Предпосылки к созданию программы
На Зимней Олимпиаде в Ванкувере в 2010 году сборная России показала самый худший результат в своей истории. В неофициальном медальном зачете Россия не смогла попасть в десятку лучших и остановилась на 11 позиции с 15 медалями, из которых только 3 золотые.
По данным опроса ВЦИОМ в августе 2012 г. 46 % респондентов наблюдая за выступлением нашей сборной в Ванкувере испытывали разочарование. При этом 70 % заявили, что сборная выступила хуже, чем они ожидали.

Другие опросы за год до Сочи — 2014 также подтверждали, что россияне не знают выступающих за страну спортсменов и не готовы их поддерживать, несмотря на результаты, которые они демонстрируют. С учетом предстоящей домашней Олимпиады была выдвинута идея создания программы, которая объединила бы спортсменов и болельщиков.

## Старт программы
Федеральная программа «Одна страна — одна команда!» была представлена Олимпийским комитетом России 19 июня 2013 г. в московском ЦПКиО им. Горького во время празднования XXIV Всероссийского олимпийского дня.

Ключевая идея: «Итоги Олимпийских Игр в Сочи зависят не только от спортсменов. Это наша общая Олимпиада, к ней готовилась вся страна. Мы не только построили в Сочи множество спортивных объектов, но и подготовили самую большую в истории России олимпийскую сборную. Мы знаем, что её результат зависит от нашей поддержки, и мы будем болеть за неё и поддерживать её всеми силами. Теперь все мы — одна команда, Команда России.»

## Коммуникационная поддержка сборной
По итогам первого этапа программы, с сентября 2013 года по март 2014 года в различных СМИ вышло 16 979 публикаций, состоялось 1335 интервью с кандидатами в Олимпийскую Команду России
В ряде Российских СМИ прошли спецпроекты под лозунгом «Одна страна — Одна команда».
В Социальной сети Facebook функционирует медиа-клуб для представителей СМИ.
В сентябре был запущен первый ежедневный Интернет-журнал о российских спортсменах — Команда. РФ . В онлайн режиме на нём появлялись эксклюзивные интервью с кандидатами в Олимпийскую сборную, биографии и фотографии спортсменов. Кроме того, на сайте освещались подготовка к главному старту четырёхлетки и сами Олимпийские Игры. Всего к маю 2014 года опубликован 141 выпуск журнала, а количество посетителей портала согласно статистике сайта превысило 1 млн.
Под лозунгом «Одна страна-одна команда» были сняты видеоролики, героями которых стали некоторые российские спортсмены:
- Фигуристы Татьяна Волосожар и Максим Траньков[7]
- Биатлонист Антон Шипулин[8]
- Фигуристы Екатерина Боброва и Дмитрий Соловьев[9]
- Кёрлингистка Александра Саитова[10]
- Кёрлингистка Нкеирука Езех[11]
- Шорт-трекист Владимир Григорьев[12]
- Бобслеист Александр Зубков[13]
- Сноубордистка Екатерина Тудегешева[14]
- Лыжница Юлия Чекалева[15]
- И другие.

## Road-show Дом Олимпийской команды России
В конце 2013 года прошел Road-show Дом Олимпийской Команды России.
Дом Олимпийской Команды России — это передвижной павильон, экспозиция которого рассказывала о зимних видах спорта, составляющих программу XXII Олимпийских Зимних Игр 2014 года в г. Сочи, а также о спортсменах и тренерах, которые представляли Россию на Играх.
Дом сопровождал Эстафету Олимпийского огня и был открыт для всех желающих в 17 крупнейших городах страны.
- Маршрут 1: Рязань, Санкт-Петербург, Ханты-Мансийск, Красноярск, Новосибирск, Екатеринбург, Уфа, Самара.
- Маршрут 2: Тверь, Ярославль, Петрозаводск, Мурманск, Москва, Сыктывкар, Омск, Челябинск, Ульяновск.

За 78 дней дом преодолел более 20 тысяч км, а его гостями стали 259 тысяч человек.
Гости Дома могли принять участие в различных конкурсах, а также в познавательной викторине «Знай наших!» и проверить, насколько хорошо они знакомы с Олимпийской сборной и историей Олимпийского движения. Благодаря специальной 3D оптике, у всех посетителей была возможность виртуально проехать по горнолыжному склону или санно-бобслейной трассе санно-бобслейной трассе.
Во всех городах проходили встречи с Олимпийцами прошлых лет, всего с болельщиками пообщалось 228 спортсменов и тренеров.

## Дом Болельщиков Олимпийской команды России в Сочи
Во время Игр в Сочи, в центре Олимпийского парка был открыт Дом болельщиков Олимпийской команды России. Это стало новшеством для Олимпийского движения, потому что ни на одной Олимпиаде до этого не было специального места для болельщиков команды.
Дом Болельщиков был разделен на 21 зону , каждая из которых была посвящена какому-то зимнему виду спорта. Отличительной особенностью Дома стала возможность каждого посетителя «потрогать» спорт и понять, как чувствует себя спортсмен: запрыгнуть в боб Олимпийского чемпиона, пострелять из биатлонной винтовки, потрогать камни для кёрлинга и посмотреть трансляции соревнований.
Ежедневно в Доме проходили встречи с российскими и советскими спортсменами, политическими и культурными деятелями. Среди прочих Дом посетили:
- Президент РФ Владимир Путин
- Патриарх Московский и всея Руси Кирилл
- Виталий Мутко
- Дмитрий Козак
- Владимир Жириновский
- Геннадий Зюганов
- Мария Шарапова
- Светлана Журова
- Ирина Роднина
- Владислав Третьяк
- Лидия Скобликова
- Алексей Немов
- Александр Кожевников
- Татьяна Тарасова
- Елена Бережная и многие другие.

За время Олимпиады в Доме Болельщиков Олимпийский Комитет России провел 6 церемоний чествования победителей и призёров Сочи — 2014.
В Доме также была представлена единственная в мире коллекция зимних Олимпийских факелов князя Монако Альбера II, которая выставлялась в России во второй раз. Сам Князь лично посетил Дом Болельщиков в самом началеИгр и выразил своё восхищение идеей проекта.
Высокую оценку Дому Болельщиков дал и президент МОК Томас Бах, сказав журналистам, что такое место для болельщиков должно быть на каждой Олимпиаде.
По оценкам ряда СМИ Дом болельщиков Олимпийской Команды России стал самым посещаемым местом Олимпийского парка. Его посетило 243 тысячи человек, а очередь на вход была в течение всего дня.

## Международные награды программы
В 2014 году проект «Одна страна — одна команда!» получил сразу три международных премии IABC Gold Quill Awards 2014 в номинациях «Программы, реализованные государственными структурами», «Специальные мероприятия, направленные на внешнюю аудиторию» и «Цифровые каналы коммуникации» (за онлайн-журнал «Команда.рф»).